# Ophiura pteracantha
Ophiura pteracantha is een slangster uit de familie Ophiuridae.
De wetenschappelijke naam van de soort werd in 1982 gepubliceerd door Yulin Liao.